# Tridactyle crassifolia
Tridactyle crassifolia är en orkidéart som beskrevs av Victor Samuel Summerhayes. Tridactyle crassifolia ingår i släktet Tridactyle och familjen orkidéer. Inga underarter finns listade i Catalogue of Life.